# Ligamentum scaphotrapeziale
A ligamentum scaphotrapeziale egy apró szalag a csuklóban. A sajkacsont (os scaphoideum) a dudoros részének a proximalis részéről fut a trapézcsontra (os trapezium). Voláris szalag.

## Biomechanika
Nincs jelentős hatása a sajkacsont vagy a holdascsont kinematikáján a csukló flexiója/extenziója vagy a radioulnáris elmozdulása során. A ligamentum scapholunatum interosseale elvágásával együtt növeli a sajkacsont flexióját és a holdascsont extensióját. Azonban a sajkacsont és a holdascsont pronatiójának és supinatiójának mértékét csökkenti.
Nincs jelentős hatása a holdas- vagy sajkacsont kinematikájára a csukló radioulnáris mozgásakor.

## Betegségek
Szakadása a részleges sajkacsont-diszlokációt teljessé súlyosíthatja. Tenodézissel rekonstruálható a flexor carpi radialisból nyert grafttal.